# Quiberon
Quiberon / Kiberen là một xã trong tỉnh Morbihan, thuộc vùng hành chính Bretagne của nước Pháp, có dân số là 5073 người (thời điểm 1999). Thành phố sống chủ yếu nhờ vào lượng 60.000 khách du lịch trong mùa hè vì có địa thế nằn trên một bán đảo.